# 彭士望
彭士望（1610年—1683年），本姓危，字躬庵，又字達生，號樹廬，南昌人，明末清初政治人物。

## 生平
自幼聪慧，十岁作《除夕诗》。十六岁补县学生，名籍甚。與歐陽斌元研究经世之学。崇祯十二年（1639年）父逝，临终时嘱其当以黄道周为师，士望即前往拜見。黄道周因直言进谏，触怒崇祯帝下狱，彭士望竭力营救。清兵入關，杨廷麟起兵，彭士望为他募兵。杨廷麟战死，彭士望竭囊營救其子。南明隆武元年（1645年），史可法督师扬州，他和欧阳斌元应召前往，建议用高杰、左良玉，以清君侧。史可法未采纳，彭士望辞归。
後清兵二十万人围攻南昌，彭士望避难宁都，居翠微峰。与魏禧、魏际瑞、魏礼、林时益、李腾蛟、邱维屏、彭任、曾灿等九人躬耕相食，论道讲学，提倡古文實學，世称“易堂九子”。士望精于《春秋》、《左传》诸史。著有《手评通鉴》、《春秋五传》、《耻躬堂诗文集》等。

## 家族
父彭哲為明末諸生。